# Санта-Марія-Когінас
Санта-Марія-Когінас, Санта-Марія-Коґінас (італ. Santa Maria Coghinas, сард. Cuzina) — муніципалітет в Італії, у регіоні Сардинія,  провінція Сассарі.
Санта-Марія-Когінас розташована на відстані близько 330 км на захід від Рима, 190 км на північ від Кальярі, 33 км на північний схід від Сассарі.
Населення — 1436 осіб (2014).
Покровитель — святий Іван Хреститель.

## Демографія
Населення за роками:

Станом на 1 січня 2023 року в муніципалітеті офіційно проживали 43 іноземці з 15 країн, серед них 17 громадян країн Євросоюзу.

## Сусідні муніципалітети
- Бортіджадас
- Бульці
- Перфугас
- Седіні
- Валледорія
- Віддальба